# Dentilabus birmanicus
Dentilabus birmanicus là một loài tò vò trong họ Ichneumonidae.